# Rumajsz
Rumajsz, Rmaich (arab. رميش) – wieś położona w dystrykcie Kada Bint Dżubajl, w Muhafazie An-Nabatijja, w Libanie.

## Położenie
Wioska jest położona w niewielkiej dolinie wśród gór na wysokości 580 metrów n.p.m., w odległości około 1,5 kilometrów na północ od granicy z Izraelem. W jej otoczeniu znajdują się miasto Bint Dżubajl, oraz wioski Ajta asz-Szab, Dibil, Hanin, Ajn Ibil, Marun ar-Ras i Jarun. Na obrzeżach wioski są położone mniejsze farmy: Katmoun (ruiny fortyfikacji rzymskich, kościoła i około 10 domów), Jbab el-Arab (koczowisko beduińskie), Sammoukia, Almnmelv i Kora. Na południowy wschód od wioski, przy granicy jest położony posterunek obserwacyjny międzynarodowych sił rozjemczo-obserwacyjnych UNIFIL. Po stronie izraelskiej są miejscowość Fassuta, moszawy Szetula, Ewen Menachem, Netu’a, Elkosz i Dowew, kibuce Sasa i Baram, oraz wioska komunalna Mattat. W Izraelu są także zlokalizowane posterunki graniczne Sztula, Mattat i Dovev, oraz baza wojskowa Biranit.

## Historia
Badania archeologiczne odkryły na tym obszarze pozostałości budynków z czasów rzymskich (IV wiek) i Królestwa Jerozolimskiego (XI-XIII wiek). W 1299 roku tutejsza wioska przeszła pod panowanie Imperium Osmańskiego. Rok 1797 był najciemniejszym w całej historii Rumajsz. W roku tym wioskę zajął i całkowicie zniszczył władca Akki, Jezzar Pasza. Około 1780 roku usunął on z Akki francuską kolonię handlową i odmówił przyjęcia francuskiego konsula. Francuzi wykorzystali wówczas swoje wpływy i usiłowali zachęcać chrześcijańskie wioski z okolicy do buntu przeciwko Jezzar Paszy. W ramach odwetu, Pasza zniszczył wioskę Rumajsz, spalając między innymi jedyny kościół w wiosce. Mieszkańcy Rumajsz odmówili powrotu do wioski, aż w 1804 roku zmarł Jezzar Pasza. Potem powrócili do Rumajsz i odbudowali swoje domy oraz kościół. Po I wojnie światowej w 1918 roku wioska weszła w skład francuskiego Mandatu Syrii i Libanu, który formalnie powstał w 1923 roku. W 1920 roku sąsiednia wioska Ajn Ibil została napadnięta przez siły islamskich bojowników walczących o utworzenie Wielkiego Libanu. Mieszkańcy Rumajsz i Ajn Ibil połączyli swoje siły w walce z napastnikami. Gdy przegrali w walce, zostali zmuszeni do opuszczenia swoich wiosek i ucieczki do Brytyjskiego Mandatu Palestyny. Późniejsze wydarzenia w Libanie doprowadziły do uznania chrześcijan za obywateli państwa i otworzyły drogę powrotu uciekinierów do Rumajsz. W 1941 roku powstał Liban, który został oficjalnie uznany dwa lata później. W 1946 roku wycofały się ostatnie wojska francuskie. Podczas wojny domowej w Mandacie Palestyny w 1948 roku w rejonie wioski stacjonowały siły Arabskiej Armii Wyzwoleńczej, atakujące pozycje żydowskie na terenie dawnego Mandatu Palestyny. Po I wojnie izraelsko-arabskiej na przełomie 1948 i 1949 roku do Rumajsz napłynęło około 1,5 tys. palestyńskich uchodźców. Kiedy zorientowali się, że ich powrót do Palestyny nie będzie możliwy w krótkim czasie, na początku 1951 roku zaczęli opuszczać Rumajsz i osiedlać się w obozach palestyńskich uchodźców w Libanie. Od 1968 roku w wiosce działa ośrodek Międzynarodowego Ruchu Czerwonego Krzyża i Czerwonego Półksiężyca. Mniej więcej w tym samym czasie w rejonie wioski zaczęła prowadzić swoją działalność Organizacja Wyzwolenia Palestyny, która przeprowadzała ataki terrorystyczne na Izrael. Podczas wojny libańskiej w 1982 roku wioskę Rumajsz zajęła izraelska armia. Gdy w 1985 roku Izraelczycy wycofali się z Libanu, pozostawili na jego południu „strefę bezpieczeństwa”. Odpowiadająca za nią Armia Południowego Libanu zajęła Rumajsz. Po wycofaniu się w 2000 roku Izraelczyków, rejon wioski zajęły siły organizacji terrorystycznej Hezbollah. Chrześcijańskie rodziny zdecydowały się pozostać wówczas w Rumajsz i nie uciekać do Izraela, gdzie wielu libańskich chrześcijan otrzymywało wówczas azyl. Chrześcijanie z Rumajsz otrzymali zapewnienie ochrony ze strony szyickiej rodziny al-Asaad. Prowadzona przez Hezbollah wojna z Izraelem była przyczyną wybuchu w 2006 roku II wojny libańskiej.

## Edukacja i sport
W wiosce znajduje się przedszkole, szkoła podstawowa, technikum oraz dwie szkoły religijne maronitów. Z obiektów sportowych jest boisko do piłki nożnej, boisko do siatkówki oraz sala sportowa.

## Religia
W Rumajsz zamieszkują muzułmanie i chrześcijanie. W wiosce są trzy kościoły: Kościół Świętego Grzegorza (pochodzi z około 1700 r.), Kościół Przemienienia Pańskiego (wybudowany w 2000 r.) oraz utworzony w 1986 roku Klasztor Zwiastowania Pańskiego (pierwszy klasztor maronicki w południowym Libanie).

## Gospodarka
Lokalna gospodarka opiera się na rolnictwie, głównie hodowli tytoniu.